# Gabriel Tarde
Jean-Gabriel Tarde (Sarlat, 12 maart 1843 – Parijs, 12 mei 1904) was een Frans jurist, socioloog, filosoof en criminoloog. Van achtergrond jurist, maakte Tarde zich gedurende zijn leven vertrouwd met een reeks andere disciplines, zoals de filosofie, statistiek en de opkomende disciplines van sociologie en criminologie. Vanaf 1900 was hij ook professor in de moderne filosofie aan het Collège de France.
De theorie van Tarde over sociale interactie, die hij beschreef als 'intermentale activiteit', benadrukte vooral de rol van het individu, dit in tegenstelling tot Émile Durkheim, die de maatschappij analyseerde aan de hand van sociale feiten en een overkoepelend collectief bewustzijn. Hij is verder ook bekend voor zijn theorie over innovatie en imitatie, vooral uiteengezet in Les Lois de l'imitation (1890), waarin hij stelde dat werkelijke uitvindingen zelden voorkomen, maar dat innovaties vooral gebeuren door afwijkende imitaties van de oorspronkelijke uitvinding.
Binnen zijn criminologisch werk was hij een grote tegenstander van de positivistische theorie van Cesare Lombroso, die stelde dat criminaliteit een biologische oorzaak kent. Zelf benadrukte hij de rol van de (sociale) omgeving in verband met crimineel gedrag. Dit is met name uiteengezet in La Criminalité comparée (1886).
Zijn denken heeft nooit zo goed school gemaakt als dat van zijn grote tegenstander, Durkheim, die als een van de grondleggers van de sociologie wordt beschouwd. In Frankrijk kende Tarde weinig volgers, behalve enkele criminologen. Zijn directe invloed was wel in enige mate aanwezig in de Amerikaanse sociologie, bijvoorbeeld zijn werk over innovatie is terug te vinden in de innovatietheorie van Rogers. Zijn notie van 'groepsgeest' werd in Frankrijk wel overgenomen door denkers als Gustave le Bon in de massapsychologie. Ook Sigmund Freud gebruikt in zijn boek Het ik en de psychologie der massa regelmatig het synonieme woord ‘massa-ziel’ (groepsgeest).
In de hedendaagse sociologie komt er echter ook weer meer aandacht voor zijn werk, onder meer ook door het gebruik van het werk van Tarde bij Maurizio Lazzarato en in de actor-netwerktheorie van Bruno Latour. Latour beschouwt Tarde als een voorloper van zijn eigen werk.